# NGC 434
NGC 434 este o galaxie spirală situată în constelația Tucanul. A fost descoperită în 28 octombrie 1834 de către John Herschel.